# 八獎溪義渡
23°27′44″N 120°28′14″E / 23.46235°N 120.47058°E
八獎溪義渡，位於臺灣嘉義市東區，八獎溪即是八掌溪古名。康熙年間在諸羅山以南共有五個渡口，八獎溪渡口是最東的一個，與最西邊的水堀頭渡口同為兩大要津。道光年間八獎溪渡口改為義渡，直到日治大正年間興建吊橋後才被取代，而後因交通量日大而於橋東興建水泥橋「忠義橋」。該吊橋日後因年久失修，已經拆除。
八獎溪義渡於民國七十七年（1988年）2月26日公告為市定古蹟。

## 沿革
八獎溪渡原為民營私渡，自嘉義縣城南門出城後，經南門田仔（今嘉義市宣信街）、草地尾（今嘉義市芳草里），過諸羅山大圳橋（即草地尾橋）後便能抵八獎溪畔，渡河後可往南至今臺南白河或往東南前往阿里山。
由於民營私渡收費不一，甚至有人會趁機勒索，當地士紳遂於道光二十七年（1847年）購田收租，以租金作為聘僱船夫的經費來免費擺渡，而後於該年十月立〈八獎溪義渡碑記〉於北岸為記。
進入日治時期後，為防止義渡田產被沒收，遂由郭標及中埔庄長林乾負責田產管理。後來到了大正十二年（1923年）時，因交通量日增，筏渡難以負荷且常受天候影響，遂建鐵線吊橋取代渡口，而橋梁的維修經費則來自原有田產租金。但在昭和六年（1931年）建了白鷺橋（今吳鳳南路的軍輝橋）後，鐵線橋的重要性漸被取代。之後在昭和15年（1940年）曾重修鐵線橋，而立「八獎溪義渡 鐵線橋」碑為記。
二次大戰後，民國三十七年（1948年）鐵線橋不堪負荷，鐵索斷裂而造成嚴重事故，當年遂立即重建，同時興建義渡護岸以及刻石立碑，此後更經常維修或重建。然而鐵線橋終無力負荷日增的交通量，而在橋樑東邊興建「忠義橋」。忠義橋興建後，鐵線橋便日漸沒落，終至封橋拆毀。

## 圖片

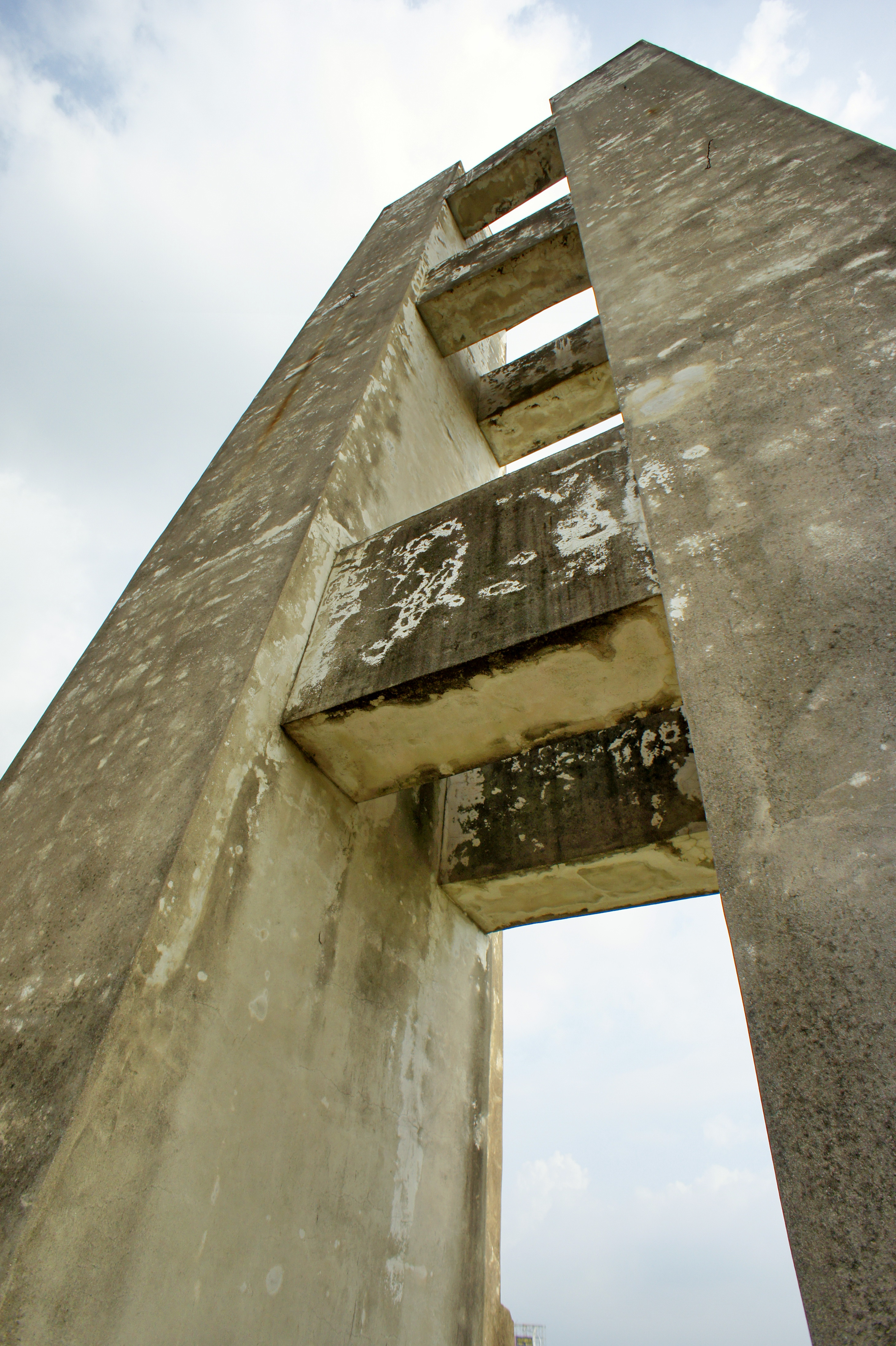
昔日位在八獎溪（八掌溪）上的「八獎溪義渡鐵線橋」橋墩遺跡
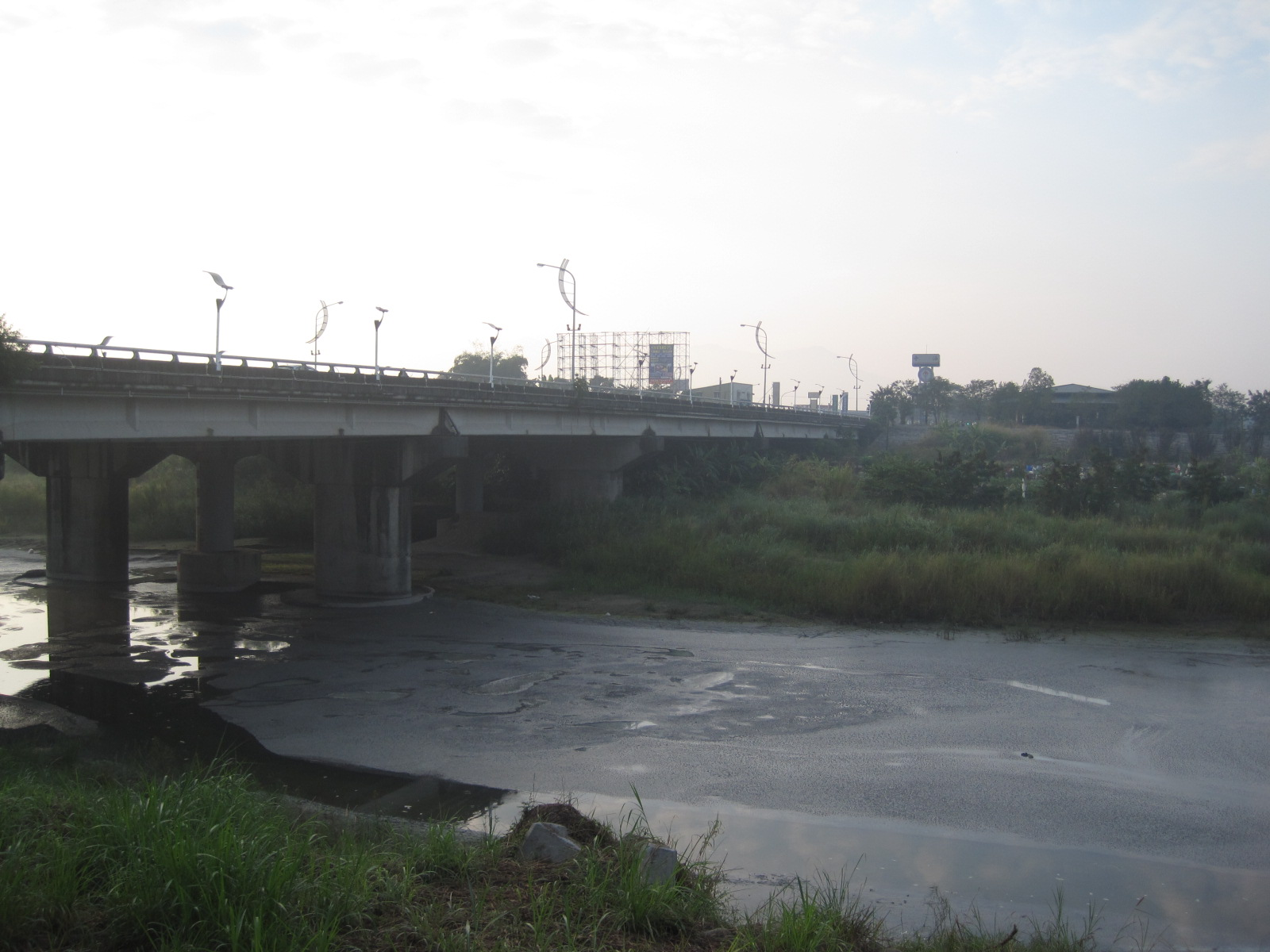
嘉義市與中埔鄉之間的忠義橋
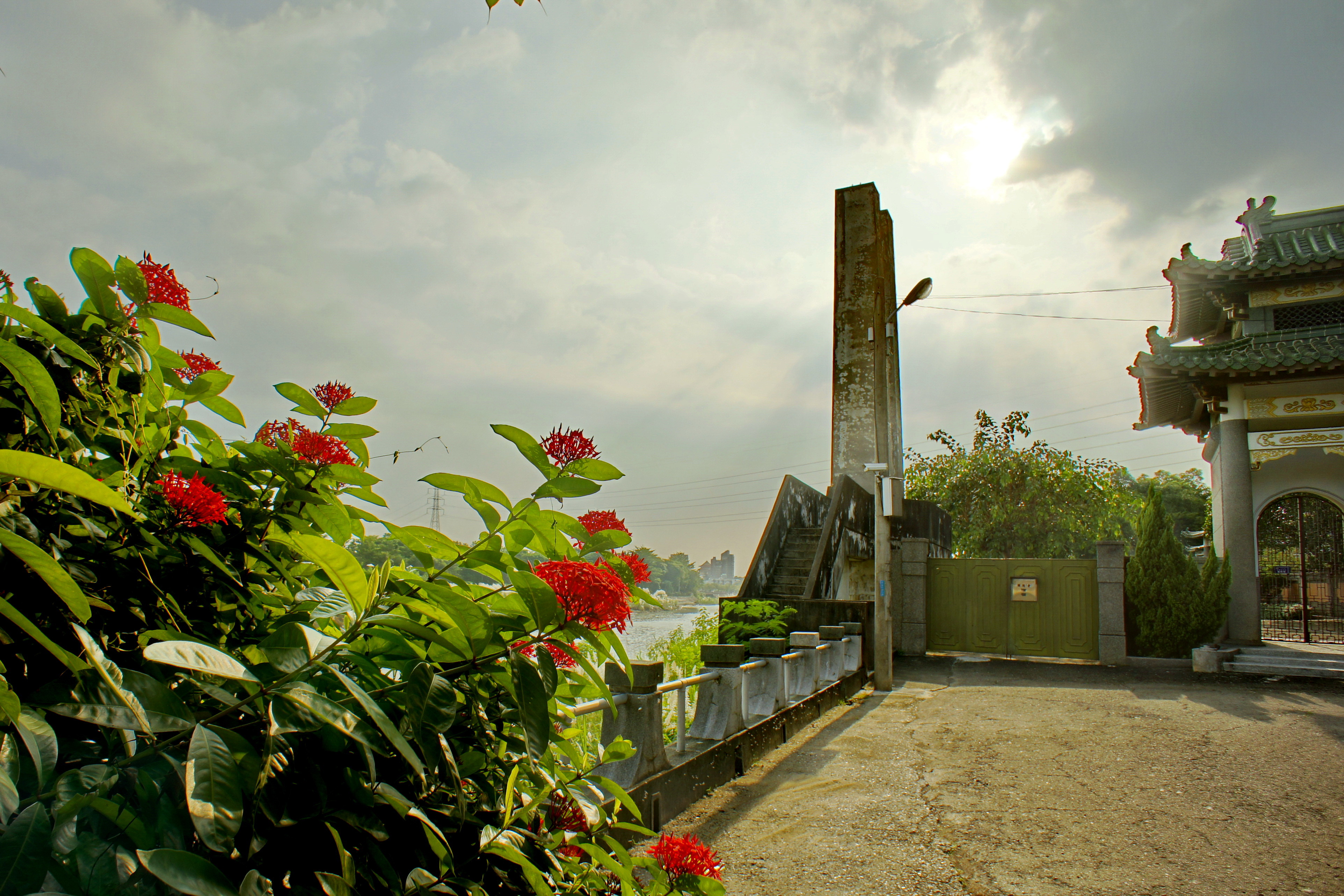
「八獎溪義渡鐵線橋」橋墩遺跡，右方為彌陀寺的牌樓。
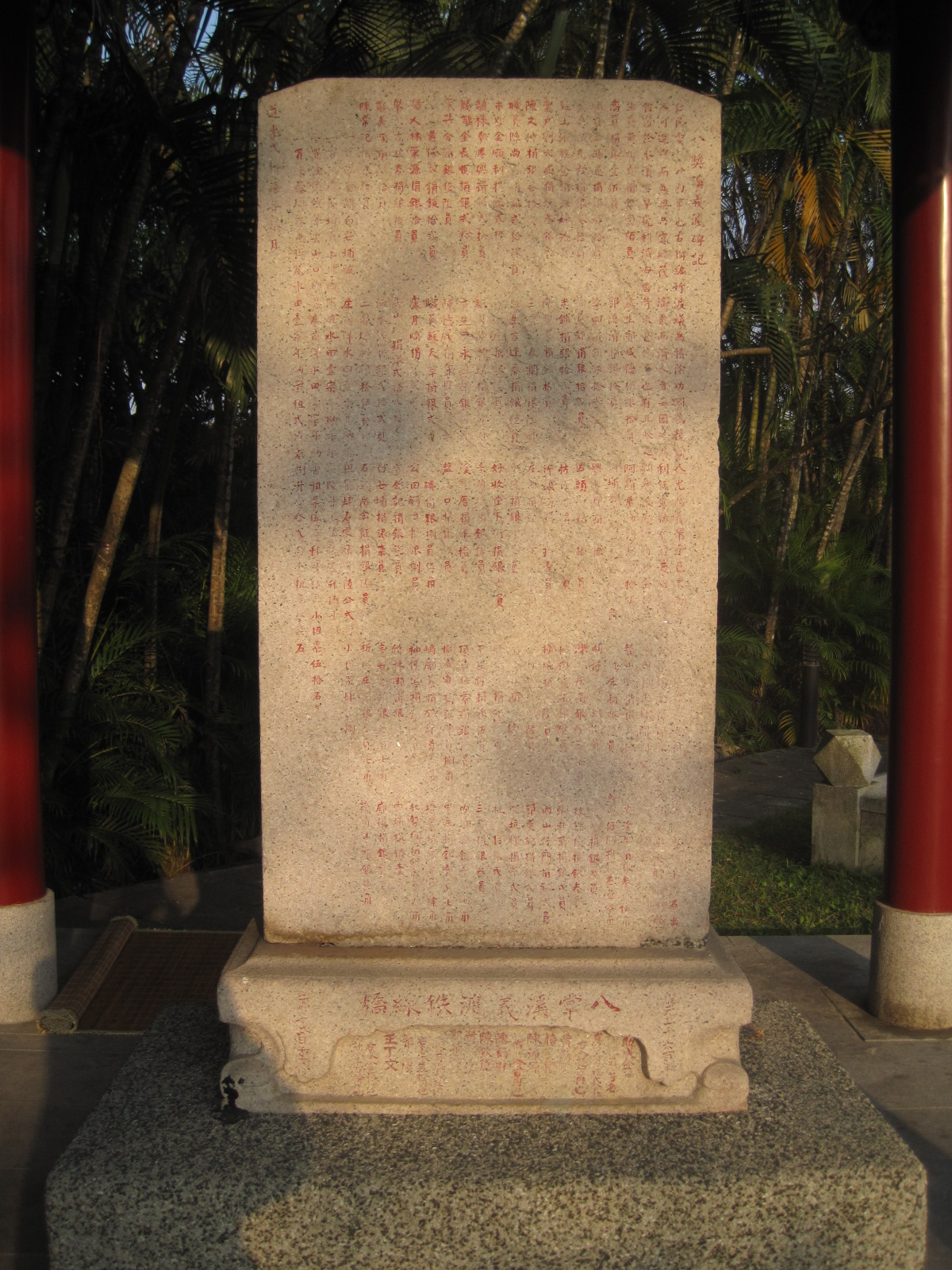
八獎溪義渡碑
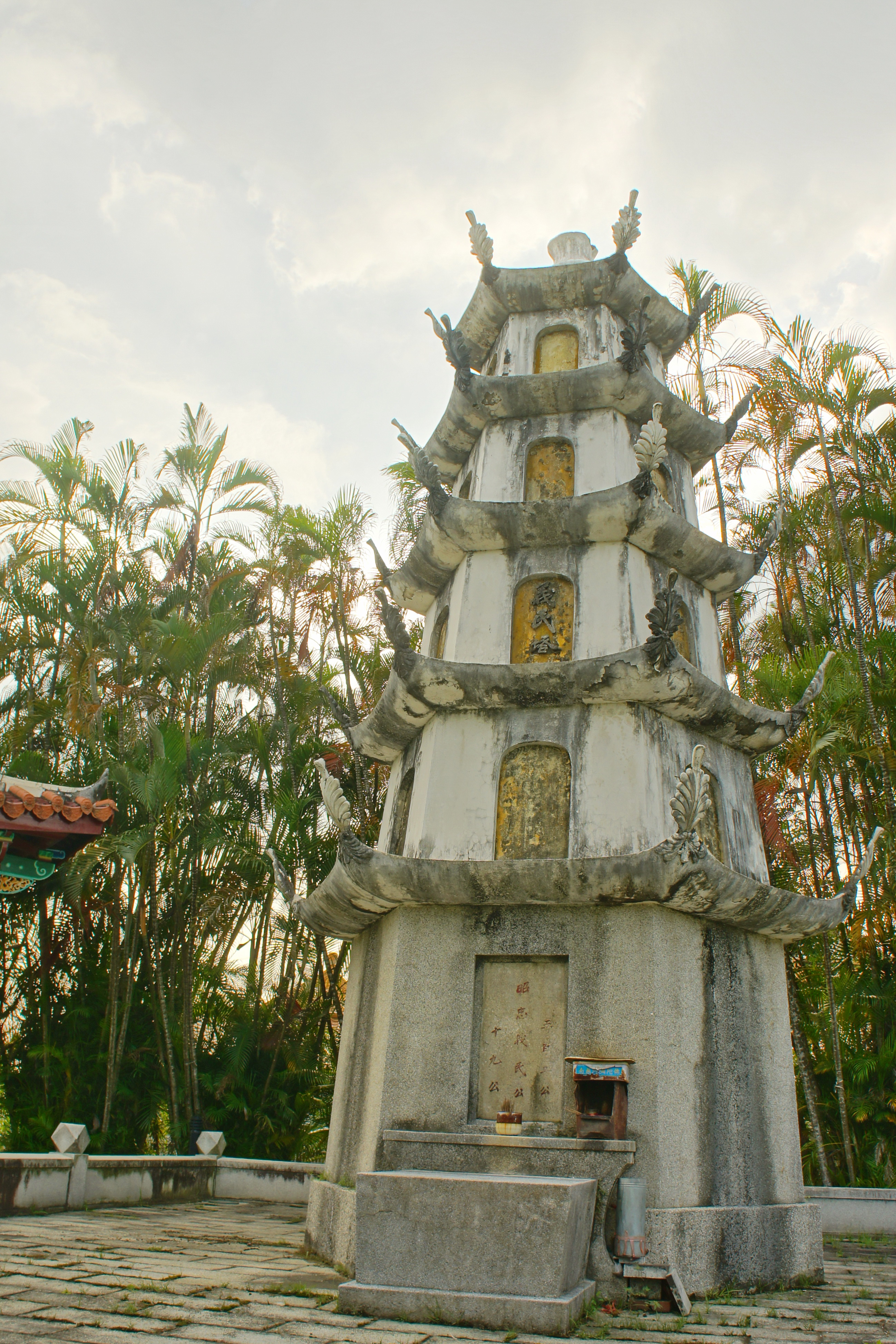
五層高的六角形義民塔

## 外部連結
- 八獎溪義渡 - 文化部iCulture （页面存档备份，存于）